# Джиммі Девідсон
Джеймс Андерсон Девідсон (англ. James Anderson Davidson; 8 листопада 1925, Дуглас Вотер — 24 січня 1996) — шотландський футболіст, що грав на позиції захисника, зокрема, за клуб «Партік Тісл», а також національну збірну Шотландії. Його брат Енді був також професійним футболістом, який тримає рекорд по більшості виступів за «Халл Сіті». 

## Клубна кар'єра
У футболі дебютував 1945 року виступами за команду «Партік Тісл», в якій провів п'ятнадцять сезонів, взявши участь у 274 матчах чемпіонату. 
Завершив ігрову кар'єру у команді «Каледоніан», за яку виступав протягом 1960—1963 років.

## Виступи за збірну
1954 року дебютував в офіційних матчах у складі національної збірної Шотландії. Протягом кар'єри у національній команді провів у її формі 8 матчів, забивши 1 гол.
У складі збірної був учасником чемпіонату світу 1954 року у Швейцарії, де зіграв з Австрією (0-1) і Уругваєм (0-7).
Помер 24 січня 1996 року на 71-му році життя.